# Гудманян Артур Грантович
Артур Грантович Гудманян (нар. 13 червня 1960; Єреван, Вірменська РСР, СРСР) — український науковець та педагог вірменського походження, доктор філологічних наук, професор, директор Навчально-наукового гуманітарного інституту та професор кафедри англійської філології і перекладу Національного авіаційного університету, заступник голови експертної ради з гуманітарних та соціальних наук при Акредитаційній комісії України.

## Життєвий і творчий шлях
Народився 13 червня 1960 р. в місті Єреван. Закінчив факультет романо-германської філології Ужгородського державного університету в 1984 році. У 1992 р. захистив дисертацію на здобуття вченого ступеня кандидата філологічних наук. У 2000 році захистив дисертацію на здобуття вченого ступеня доктора філологічних наук на тему «Відтворення власних назв у перекладі». У 2002 році отримав вчене звання професора.
Має понад 100 наукових та науково-методичних праць, серед яких монографії, навчальні посібники, статті та тези виступів на наукових конференціях.

## Основні наукові праці
- Тематичний словник фразових дієслів сучасної англійської мови: Словник / Уклад.: А. Г. Гудманян, А. Г. Ніколенко. — Київ: Кондор, 2007. — 817 с.
- Чужомовна пропріальна лексика у фонографічній системі української мови: у 3 кн. / А. Г. Гудманян. — Ужгород: Ужгородський держ. ун-т, 1999
- Translation of official documents on civil aviation: навч. посіб. / А. Г. Гудманян, Г. А. Суслова, Н. І. Іванова, О. В. Каширська ; Нац. авіац. ун-т. — К. — 2005
- Translation in the Sphere of Aviation Security: навч. посіб. / А. Г. Гудманян, Н. І. Іванова, О. В. Романенко ; Нац. авіац. ун-т. — К. — 2007
- Основи послідовного перекладу і техніка нотування: конспект лекцій / А. Г. Гудманян, Г. І. Сидорук. — К. : НАУ, 2006
- Вступ до перекладознавства: конспект лекцій / А. Г. Гудманян, Г. І. Сидорук. — К. : НАУ, 2005
- Історія англійської мови: конспект лекцій / Гудманян А. Г., Михайленко О. О. ; Нац. авіац. ун-т. — К. : НАУ, 2007
- Основи професійної діяльності перекладача: конспект лекцій / А. Г. Гудманян, Г. І. Сидорук ; Нац. авіац. ун-т. — К. — 2008
- Практикум з перекладу медичної літератури: Посібник. — Київ: МНТУ, 2007. — 256 с.